# Ґай (Томашовський повіт)
Ґай (пол. Gaj) — село в Польщі, у гміні Черневиці Томашовського повіту Лодзинського воєводства.
Населення — 51 особа (2011).
У 1975-1998 роках село належало до Пйотрковського воєводства.

## Демографія
Демографічна структура станом на 31 березня 2011 року:
|          | Загалом | Допрацездатний вік | Працездатний вік | Постпрацездатний вік |
| -------- | ------- | ------------------ | ---------------- | -------------------- |
| Чоловіки | 26      | 4                  | 18               | 4                    |
| Жінки    | 25      | 3                  | 14               | 8                    |
| Разом    | 51      | 7                  | 32               | 12                   |